# USS Cabezon (SS-334)
Za druga plovila z istim imenom glejte USS Cabezon.
USS Cabezon (SS-334) je bila jurišna podmornica razreda balao v sestavi Vojne mornarice Združenih držav Amerike.